# Тай Лоусон
Тайвон Ронелл Лоусон (англ. Tywon Ronell Lawson, нар. 3 листопада 1987, Клінтон, Меріленд, США) — американський професіональний баскетболіст, розігруючий захисник.

## Ігрова кар'єра
На університетському рівні грав за команду Північна Кароліна (2006—2009). На третьому курсі став чемпіоном NCAA у складі команди.
2009 року був обраний у першому раунді драфту НБА під загальним 18-м номером командою «Міннесота Тімбервулвз». Проте професіональну кар'єру розпочав виступами за «Денвер Наггетс», куди був обміняний одразу після драфту. Захищав кольори команди з Денвера протягом наступних 6 сезонів. 9 квітня 2011 року провів найрезультативніший матч у кар'єрі, набравши 37 очок, 30 з яких були забиті першими 10 триочковими попаданнями.
Частину 2011 року через лок-аут в лізі, виступав у складі литовської команди «Жальгіріс». Коли перерва в НБА закінчилась, то повернувся до Денвера. У сезоні 2014—2015 встановив рекорд франшизи, зробивши 720 результативних передач за сезон та побивши таким чином досягнення Ніка ван Екселя (714).
2015 року перейшов до «Х'юстон Рокетс», у складі якої провів наступний сезон своєї кар'єри. Під керівництвом тренера Кевіна Макгейла був гравцем стартового складу, однак коли останнього замінив Джей Бі Бікерстафф, то Лоусон сів на лавку запасних. 1 березня 2016 року був відрахований з команди.
Наступною командою в кар'єрі гравця була «Індіана Пейсерз», до якої приєднався у березні та за яку він відіграв решту сезону 2016 року.
З 2016 по 2017 рік грав у складі «Сакраменто Кінґс».
2017 року перейшов до китайської команди «Шандун Голден Старс», у складі якої провів наступний сезон своєї кар'єри.
12 квітня 2018 року став підписав контракт з «Вашингтон Візардс» спеціально для виступів у плей-оф. Після вильоту команди став вільним агентом.
15 грудня 2018 року повернувся до складу «Шандун Голден Старс».

## Статистика виступів

### Регулярний сезон
| Сезон             | Команда            | GP  | GS  | MPG  | FG%  | 3P%  | FT%  | RPG | APG | SPG | BPG | PPG  |
| ----------------- | ------------------ | --- | --- | ---- | ---- | ---- | ---- | --- | --- | --- | --- | ---- |
| 2009–10           | «Денвер Наггетс»   | 65  | 8   | 20.3 | .515 | .410 | .757 | 1.9 | 3.1 | .7  | .0  | 8.3  |
| 2010–11           | «Денвер Наггетс»   | 80  | 31  | 26.3 | .503 | .404 | .764 | 2.6 | 4.7 | 1.0 | .1  | 11.7 |
| 2011–12           | «Денвер Наггетс»   | 61  | 61  | 34.8 | .488 | .365 | .824 | 3.7 | 6.6 | 1.3 | .1  | 16.4 |
| 2012–13           | «Денвер Наггетс»   | 73  | 71  | 34.4 | .461 | .366 | .756 | 2.7 | 6.9 | 1.5 | .1  | 16.7 |
| 2013–14           | «Денвер Наггетс»   | 62  | 61  | 35.9 | .431 | .356 | .798 | 3.5 | 8.8 | 1.6 | .2  | 17.6 |
| 2014–15           | «Денвер Наггетс»   | 75  | 75  | 35.5 | .436 | .341 | .730 | 3.1 | 9.6 | 1.2 | .1  | 15.2 |
| 2015–16           | «Х'юстон Рокетс»   | 53  | 12  | 22.2 | .387 | .330 | .700 | 1.7 | 3.4 | .8  | .1  | 5.8  |
| 2015–16           | «Індіана Пейсерз»  | 13  | 1   | 18.1 | .418 | .357 | .500 | 2.4 | 4.4 | .8  | .1  | 4.9  |
| 2016–17           | «Сакраменто Кінґс» | 69  | 24  | 25.1 | .454 | .288 | .797 | 2.6 | 4.8 | 1.1 | .1  | 9.9  |
| Усього за кар'єру | Усього за кар'єру  | 551 | 344 | 29.2 | .460 | .359 | .770 | 2.7 | 6.0 | 1.2 | .1  | 12.7 |

### Плей-оф
| Сезон             | Команда             | GP | GS | MPG  | FG%  | 3P%  | FT%   | RPG | APG | SPG | BPG | PPG  |
| ----------------- | ------------------- | -- | -- | ---- | ---- | ---- | ----- | --- | --- | --- | --- | ---- |
| 2010              | «Денвер Наггетс»    | 6  | 0  | 19.7 | .429 | .400 | .684  | 1.3 | 2.7 | 1.0 | .0  | 7.8  |
| 2011              | «Денвер Наггетс»    | 5  | 5  | 33.4 | .500 | .455 | .913  | 3.4 | 3.8 | 1.0 | .2  | 15.6 |
| 2012              | «Денвер Наггетс»    | 7  | 7  | 34.6 | .514 | .321 | .632  | 2.6 | 6.0 | 1.0 | .1  | 19.0 |
| 2013              | «Денвер Наггетс»    | 6  | 6  | 39.3 | .440 | .190 | .848  | 3.3 | 8.0 | 1.7 | .0  | 21.3 |
| 2016              | «Індіана Пейсерз»   | 7  | 0  | 10.6 | .333 | .000 | .667  | 1.0 | 1.4 | .4  | .0  | 2.3  |
| 2018              | «Вашингтон Візардс» | 5  | 0  | 19.2 | .346 | .625 | 1.000 | 2.6 | 3.0 | 0.6 | .0  | 5.8  |
| Усього за кар'єру | Усього за кар'єру   | 36 | 18 | 25.9 | .458 | .333 | .792  | 2.3 | 4.2 | 0.9 | .1  | 12.0 |

## Проблеми з законом
2008 року був вперше заарештований за водіння в нетверезому стані, за що отримав покарання у вигляді 20 годин громадських робіт. 2013 року був арештований за небезпечне водіння та за надання дозволу керування своїм транспортним засобом особі, яка не мала на це права. 17 серпня 2013 року разом зі своєю дівчиною був арештований за підозрою у домашньому насиллі. Обоє вийшли під заставу в 1000 доларів. 23 січня 2015 року був затриманий поліцією після перевищення швидкості більш, ніж вдвічі, а також за керування під дією алкоголю. Змушений був заплатити заставу 1500 доларів. 14 липня 2015 року був арештований в Лос-Анджелесі за керування у нетверезому стані. Суд зобов'язав Лоусона провести один місяць у відповідний реабілітаційний клініці.